# Mercredi (série télévisée)
Pour les articles homonymes, voir Mercredi (homonymie).
Mercredi (Wednesday) est une série télévisée américaine créée par Alfred Gough et Miles Millar diffusée depuis le 23 novembre 2022 sur la plateforme Netflix partout dans le monde, incluant les pays francophones.
Elle est centrée sur le personnage de Mercredi Addams (Wednesday Addams en VO), issu des bandes dessinées La Famille Addams créées par Charles Addams. Sa réalisation est partagée entre plusieurs réalisateurs, dont Tim Burton qui officie également en tant que producteur délégué.
Plutôt bien accueillie par la critique, qui salue notamment la prestation de l'actrice principale Jenna Ortega et du reste de la distribution, elle est devenue dans les trois semaines suivant sa sortie l'un des plus grands succès de l'histoire de Netflix et la série de Netflix la plus regardée dans 83 pays. En 2023, la série est nommée aux Golden Globes dans les catégories meilleure série télévisée musicale ou comique et meilleure actrice dans une série musicale ou comique pour Jenna Ortega.

## Synopsis
Mercredi Addams est une nouvelle fois renvoyée d'un lycée, cette fois après avoir lâché des piranhas vivants dans la piscine, en représailles au harcèlement subi par son frère Pugsley par l’équipe masculine de water-polo. Ses parents, Gomez et Morticia Addams, décident alors de la transférer dans leur ancien établissement, la Nevermore Academy, une école privée pour marginaux aux dons monstrueux, située dans la ville de Jericho dans le Vermont. La personnalité froide et dénuée d’émotions de Mercredi, ainsi que son caractère rebelle, l’empêchent de se lier avec ses camarades et la mettent en conflit avec la directrice de l’établissement, Larissa Weems, l'ancienne colocataire de Morticia. Cependant, elle découvre qu’elle a hérité des dons de voyance de sa mère, qui lui permettent de résoudre une affaire de meurtre locale.
Dans la deuxième saison, Mercredi retourne à la Nevermore Academy et, tout en développant ses capacités psychiques, elle doit affronter un nouveau persécuteur et empêcher la mort de sa colocataire Enid. De plus, Pugsley s’inscrit à Nevermore, tandis que le successeur de Weems, Barry Dort, souhaite que Morticia prenne en charge un rôle de levée de fonds.

## Distribution
Sauf indication contraire, les informations mentionnées dans cette section peuvent être confirmées par la base de données cinématographiques IMDb,  présente dans la section « Liens externes ».

### Acteurs principaux
- Jenna Ortega (VF : Emmylou Homs) : Mercredi Addams (Wednesday Addams en VO)[3] / Goody Addams
- Hunter Doohan (VF : Brice Ournac) : Tyler Galpin, le fils du shérif
- Emma Myers (VF : Lisa Caruso) : Enid Sinclair, louve-garou et pensionnaire de Nevermore
- Joy Sunday (VF : Mélissa Berard) : Bianca Barclay, sirène et pensionnaire de Nevermore
- Georgie Farmer (en) (VF : Maxime Baudouin) : Ajax Petropolus, gorgone et pensionnaire de Nevermore
- Moosa Mostafa (VF : Thomas Sagols) : Eugene Otinger, un pensionnaire de Nevermore
- Steve Buscemi (VF : Edgar Givry) : Barry Dort, directeur de la Nevermore Academy (depuis la saison 2)
- Isaac Ordonez (VF : Tom Trouffier) : Pugsley Addams, le frère de Mercredi (depuis la saison 2 - invité saison 1)
- Owen Painter (VF : Hervé Rey) : Isaac / Slurp (depuis la saison 2)
- Billie Piper (VF : Sylvie Jacob) : Isadora Capri (depuis la saison 2)
- Luyanda Unati Lewis-Nyawo (VF : Vanessa Van-Geneugden) : Ritchie Santiago, l'adjointe du shérif (depuis la saison 2 - récurrente saison 1)
- Victor Dorobantu : La Chose (Thing en VO) (depuis la saison 2 - récurrent saison 1)
- Noah B. Taylor (VF : Alexandre Nguyen) : Bruno Yuson (depuis la saison 2)
- Evie Templeton (en) (VF : Adeline Chetail) : Agnes DeMille (depuis la saison 2)
- Luis Guzmán (VF : Enrique Carballido) : Gomez Addams, le père de Mercredi (depuis la saison 2 - invité saison 1)
- Catherine Zeta-Jones (VF : Rafaèle Moutier (dialogues) ; Léovanie Raud (chant)) : Morticia Addams, la mère de Mercredi (depuis la saison 2 - invitée saison 1)

Photos des acteurs principaux
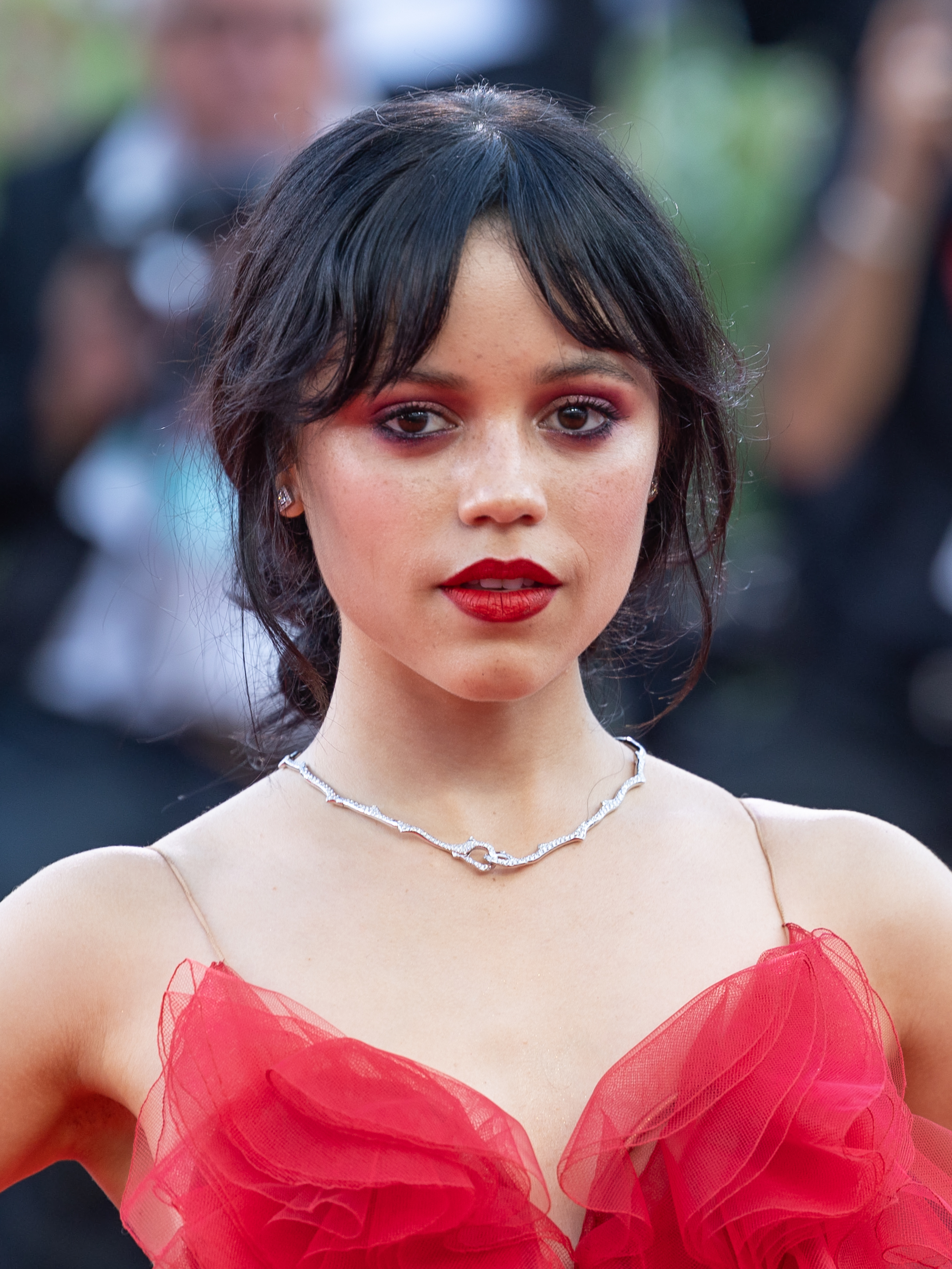
Jenna Ortega interprète Mercredi et Goody.
Emma Myers interprète Enid.
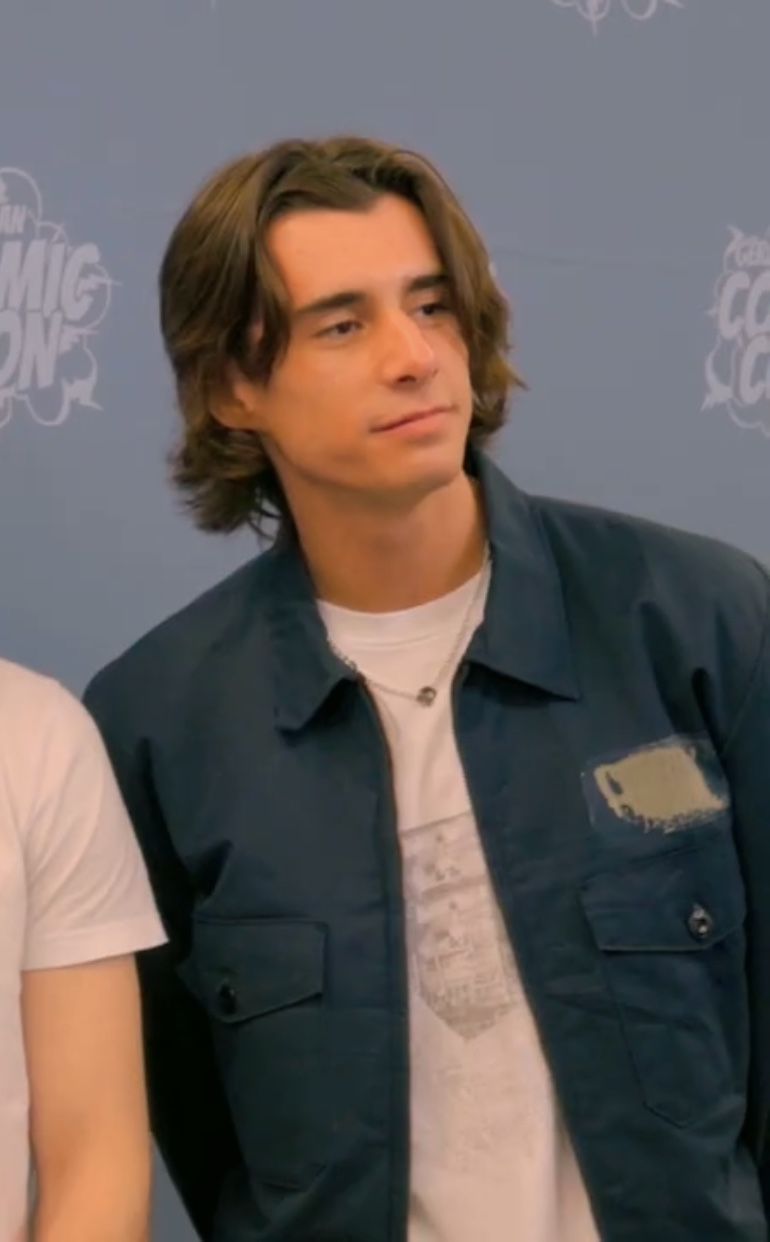
Georgie Farmer interprète Ajax.
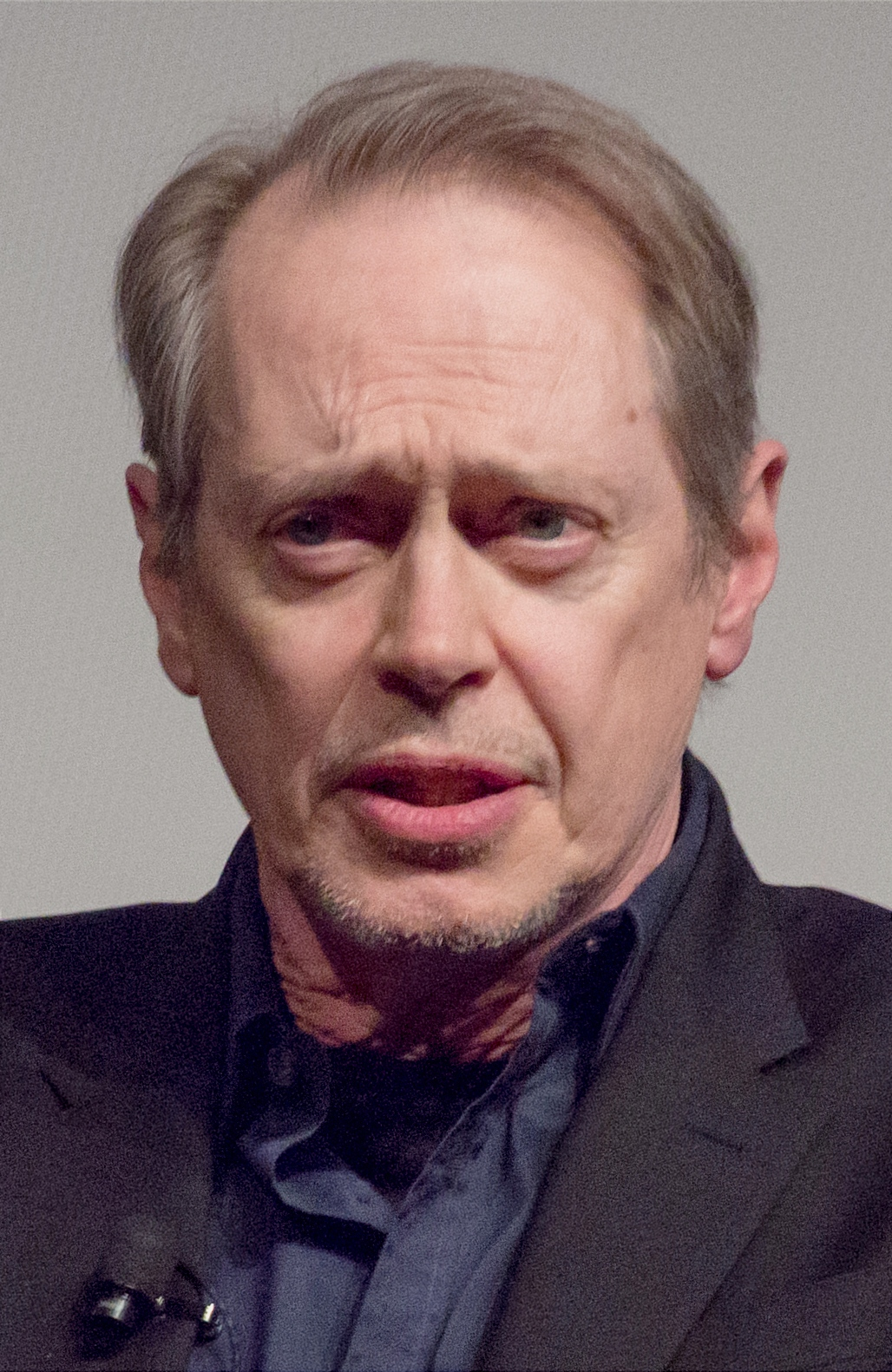
Steve Buscemi interprète Barry.
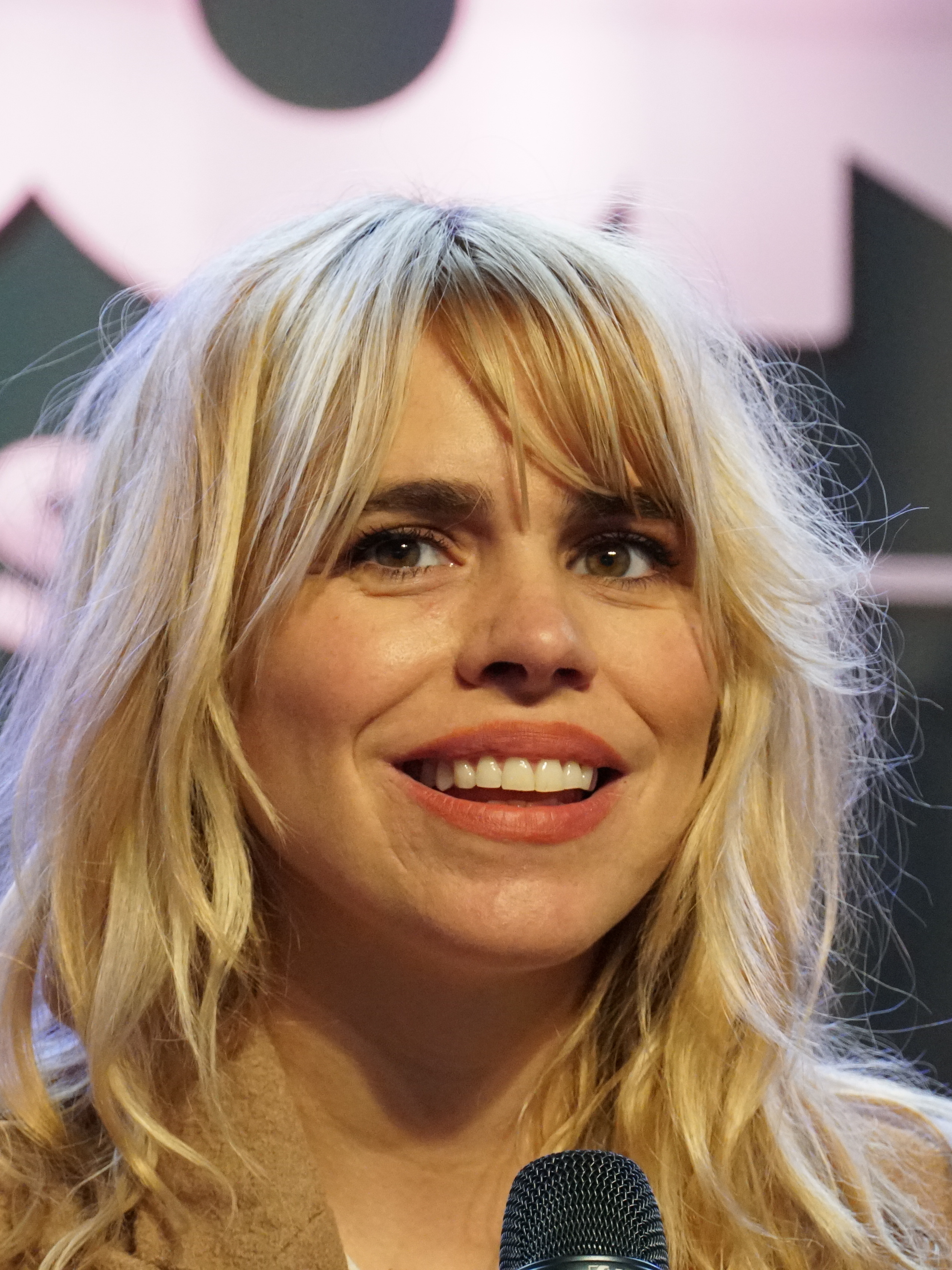
Billie Piper interprète Isadora.
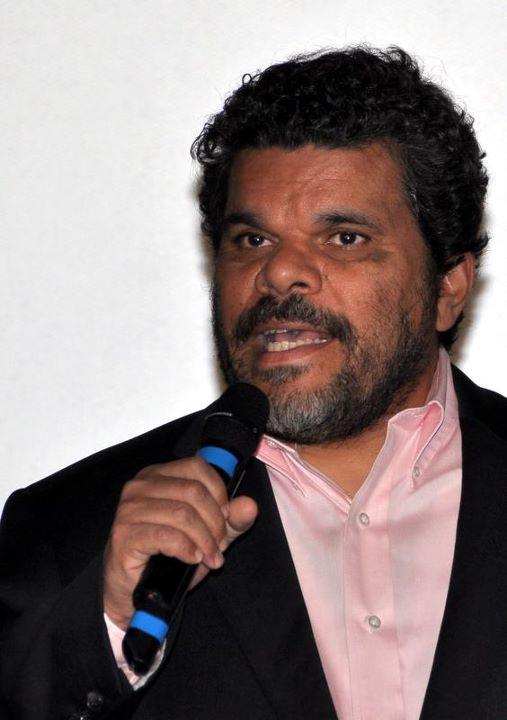
Luis Guzmán interprète Gomez.
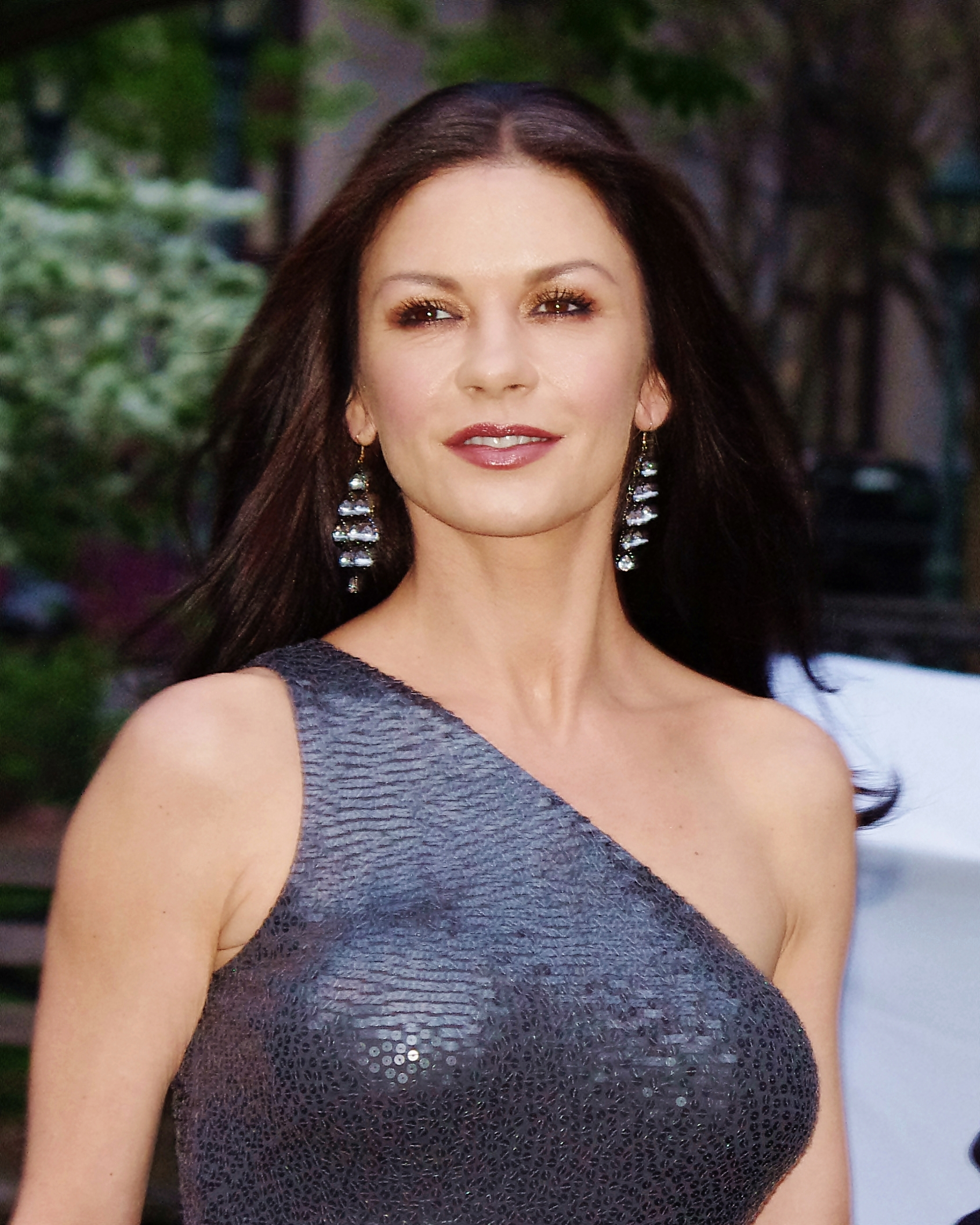
Catherine Zeta-Jones interprète Morticia.

### Anciens acteurs principaux
- Gwendoline Christie (VF : Vanina Pradier) : Larissa Weems, métamorphe, ancienne élève et directrice de la Nevermore Academy (saison 1 - invitée saison 2)
- Riki Lindhome (VF : Christèle Billault) : Dre Valerie Kinbott, la psychologue de Mercredi, Xavier Thorpe et Tyler (saison 1)
- Jamie McShane (VF : Jérôme Keen) : Donovan Galpin, père de Tyler et shérif de Jericho (saison 1 - invité saison 2)
- Percy Hynes White (VF : Benjamin Bollen) : Xavier Thorpe, psychique et pensionnaire de Nevermore (saison 1)
- Naomi J. Ogawa (VF : Valérie Bescht) : Yoko Tanaka, vampire et pensionnaire de Nevermore (saison 1)
- Christina Ricci (VF : Marie-Eugénie Maréchal) : Marilyn Thornhill / Laurel Gates, professeure de botanique de Nevermore et surveillante du dortoir Ophelia Hall (saison 1 - invitée saison 2)

- Photos des anciens acteurs principaux

"Photos
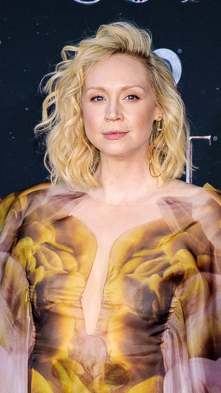
Gwendoline Christie interprète Larissa.
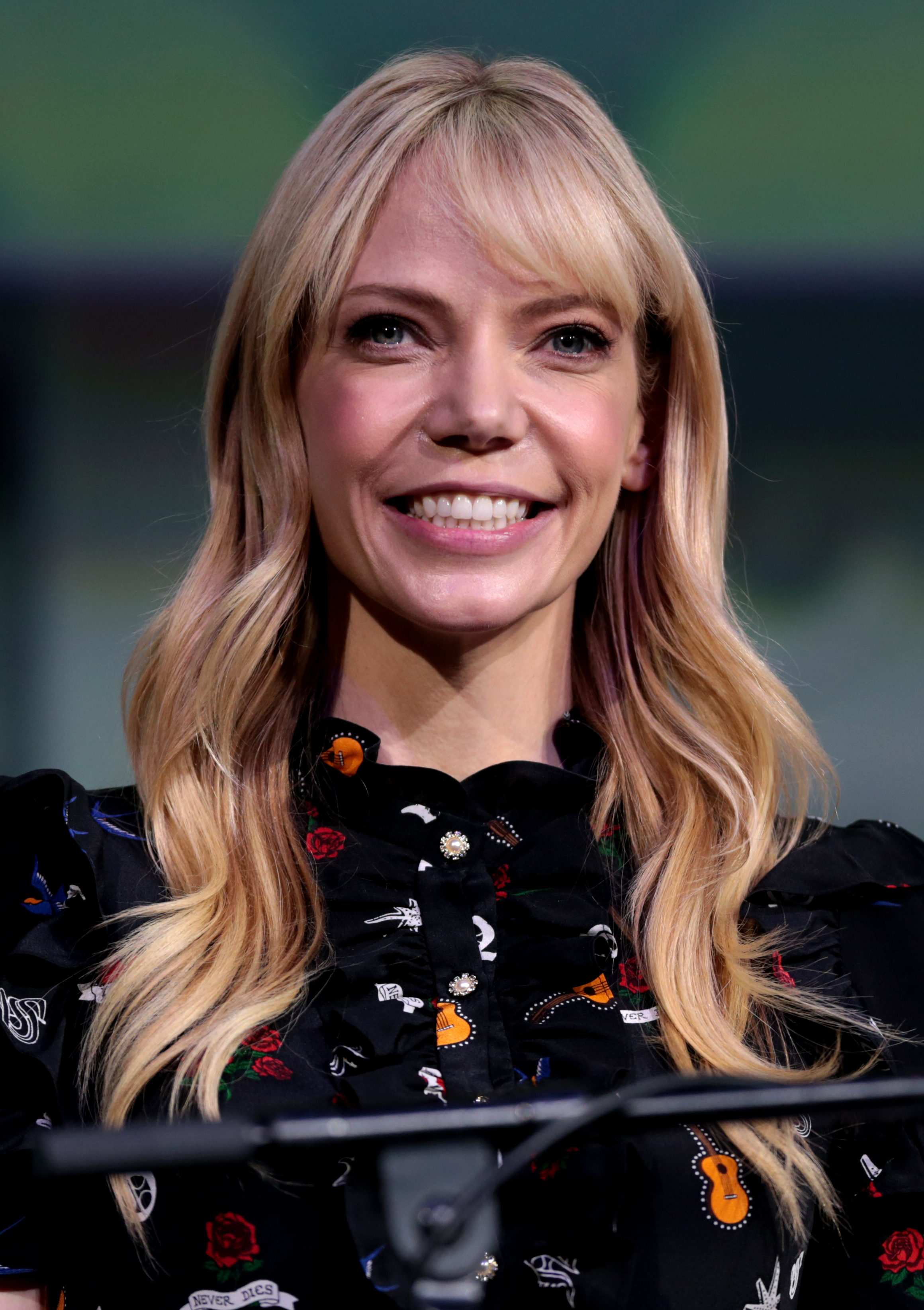
Riki Lindhome interprète Valerie.
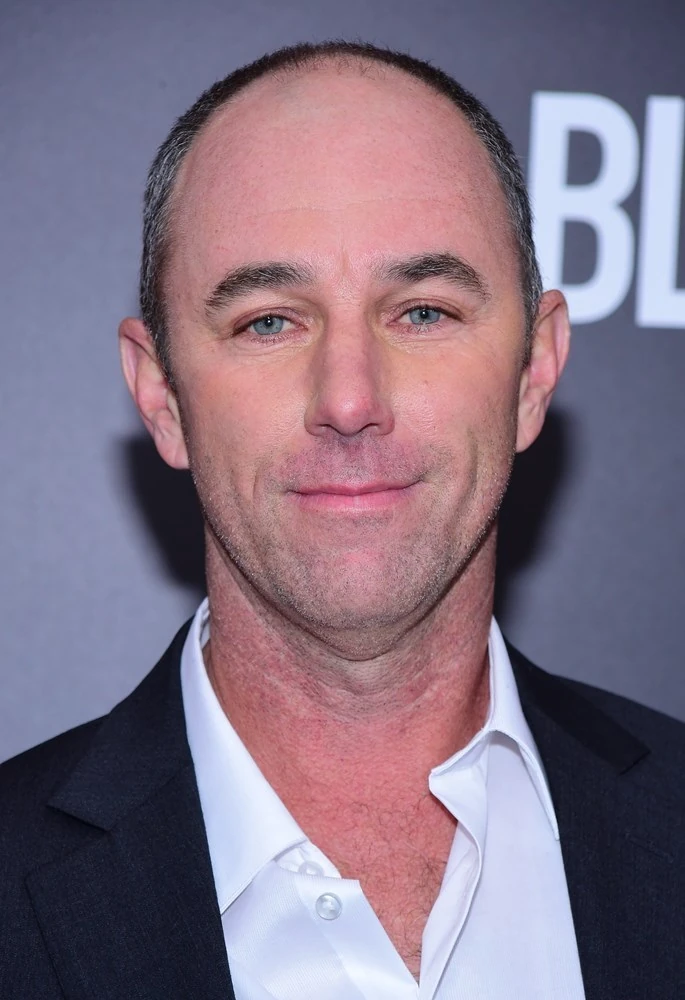
Jamie McShane interprète Donovan.
Percy Hynes White interprète Xavier.
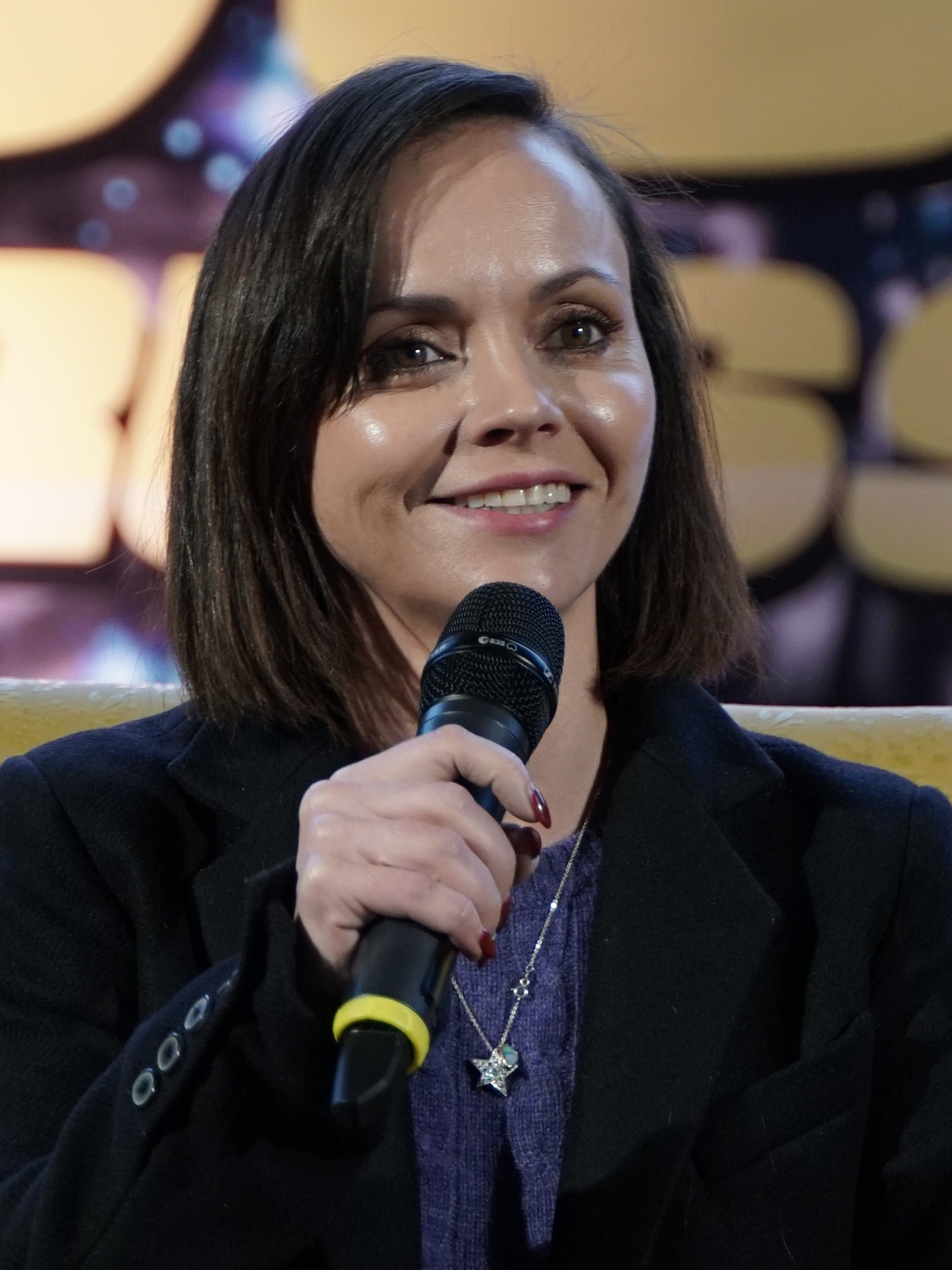
Christina Ricci interprète Marilyn / Laurel.

### Acteurs récurrents
- Oliver Watson (VF : Julien Mior (dialogues) ; Bastien Jacquemart (chant)) : Kent, un triton pensionnaire de Nevermore
- Tommie Earl Jenkins (en) (VF : Thierno Ba) : Noble Walker, maire de Jericho et propriétaire du « Monde des Pélerins » (saison 1)
- Iman Marson (VF : Baptiste Marc) : Lucas Walker, le fils du maire (saison 1)
- Johanna Dias Watson (VF : Camille Donda) : Divina, une pensionnaire de Nevermore (saison 1)
- George Burcea (saison 1) / Joonas Suotamo (saison 2) : Max (Lurch en VO), le chauffeur de la famille Addams (depuis la saison 2 - invité saison 1)

### Invités
- Fred Armisen (VF : Sébastien Desjours) : l'oncle Fétide Addams (Fester en VO) (saisons 1 et 2, 3 épisodes)
- Calum Ross (VF : Anthony Carter) : Rowan Laslow, psychique et pensionnaire de Nevermore (saison 1, 3 épisodes)
- Karina Varadi (VF : Emmylou Homs) : Mercredi Addams à 6 ans (saison 1, épisodes 1 et 6)
- William Houston (VF : Julien Meunier) : Joseph Crackstone, le fondateur de Jericho (saison 1, épisodes 3 et 8)
- Sophia Nomvete (VF : Annie Milon) : Connie Jorgensen, la commerçante du Bazar d'Uriah (saison 1, épisode 3)
- Lisa O'Hare (en) (VF : Delphine Rivière) : Arlene, authentique colon du « Monde des Pélerins »[4] (saison 1, épisode 3)
- Nitin Ganatra (VF : Sébastien Finck) : Dr Reggie Anwar (saison 1, épisode 4)
- Lewis Hayes (VF : Grégory Kristoforoff) : Garrett Gates, un normie qui s'était entiché de Morticia Addams et la harcelait régulièrement[5] (saison 1, épisode 5)
- Haley Joel Osment (VF : Hervé Grull) : Chet LaTroy / Le Scalper, le tueur en série aux poupées (saison 2, épisode 1)
- Heather Matarazzo (VF : Magali Rosenzweig) : Judi Spannegel (saison 2, 3 épisodes)
- Thandiwe Newton (VF : Isabelle Leprince) : Dre Rachael Fairburn (saison 2, 3 épisodes)
- Anthony Michael Hall (VF : David Krüger) : Ron Kruger (saison 2, épisode 3)
- Christopher Lloyd (VF : Michel Derain) : le professeur Orloff (saison 2, épisodes 2 et 4)
- Joanna Lumley (VF : Pauline Larrieu) : Hester Frump (saison 2, épisode 4)
- Frances O'Connor : la mystérieuse femme enfermée[6] (saison 2, épisode 4)
- Lady Gaga : Rosaline Rotwood, une professeure légendaire de Nevermore (saison 2)[7]

 Source et légende : version française (VF) sur RS Doublage

## Production

### Genèse et développement
Durant la préproduction du film La Famille Addams (qui sortira finalement en 1991), Tim Burton est un temps attaché au poste de réalisateur. Trop occupé par Batman : Le Défi, il doit finalement céder sa place à Barry Sonnenfeld. En mars 2010, Illumination Entertainment, en partenariat avec Universal Pictures, acquiert les droits des dessins de La Famille Addams créés par Charles Addams. Le projet est alors un film d'animation en stop-motion inspiré du design des dessins originaux de Charles Addams. Tim Burton est envisagé comme coscénariste et coproducteur avec la possibilité de le réaliser. Le projet est finalement annulé en juillet 2013.
En octobre 2020, une série télévisée développée par MGM Television est annoncée, avec Tim Burton comme réalisateur. Alfred Gough et Miles Millar officieront comme show runners. Ils produiront également la série avec notamment Tim Burton et Gail Berman. En février 2021, Netflix commande officiellement 8 épisodes.
En décembre 2021, Danny Elfman — fidèle collaborateur de Tim Burton — rejoint la série pour en composer la musique, notamment le thème principal.
Le 6 janvier 2023, Netflix annonce officiellement le renouvellement de la série pour une deuxième saison.
En 2024, un spin-off se concentrant sur le personnage de l'oncle Fétide est également en cours d'élaboration pour Netflix et MGM Television.
La diffusion de la saison 2 de Mercredi est prévue en deux parties, les 6 août et 3 septembre 2025 sur Netflix.
Le 23 juillet 2025, avant même la diffusion de la saison 2, Netflix annonce que la série est renouvelée pour une troisième saison.

### Attribution des rôles

#### Saison 1
En mai 2021, Jenna Ortega est choisie pour incarner le rôle-titre. Elle retient notamment l’attention de Tim Burton en apparaissant couverte de sang lors de son audition. Johnny Depp est envisagé pour jouer Gomez Addams mais c'est finalement Luis Guzmán qui est choisi en août 2021,. Catherine Zeta-Jones est annoncée quelques jours plus tard dans le rôle de sa femme Morticia.
Thora Birch, Riki Lindhome, Jamie McShane, Hunter Doohan, Georgie Farmer, Moosa Mostafa, Emma Myers, Naomi J. Ogawa, Joy Sunday ou encore Percy Hynes White sont ensuite confirmés dans des rôles récurrents. En septembre 2021, la distribution s'étoffe avec les arrivées de Gwendoline Christie, Tommie Earl Jenkins ou encore William Houston. En décembre 2021, Thora Birch quitte finalement la série. Le 21 mars 2022, l'actrice Christina Ricci, qui incarnait Mercredi Addams dans les films des années 1990, rejoint la distribution dans un rôle inconnu.

#### Saison 2
En avril 2024, on apprend que l'acteur Steve Buscemi rejoint la distribution de la saison 2, dans le rôle du nouveau principal de la Nevermore Academy. Quelques jours plus tard, c'est l'actrice Thandiwe Newton qui est annoncée dans un rôle tenu secret. En mai 2024, les acteurs Billie Piper, Joanna Lumley, Evie Templeton, Owen Painter, Noah Taylor, Christopher Lloyd, Frances O'Connor, Haley Joel Osment, Heather Matarazzo et Joonas Suotamo rejoignent à leur tour la distribution. En novembre 2024, Netflix annonce que Lady Gaga a rejoint le casting dans un rôle encore tenu secret. À la suite de cette annonce, il est révélé que la production souhaitait que la célèbre chanteuse interprète un personnage principal mais qu'il s'agira finalement d'un caméo. Lors des six premières minutes de la saison dévoilées lors de l'événement Tudum 2025, le rôle de l’acteur Haley Joel Osment est révélé : il incarne le Scalper, un tueur en série qui séquestre Mercredi.

### Stop-motion par Tim Burton
La saison 2 de Mercredi intègre dans son premier épisode un court métrage en stop-motion réalisé par Tim Burton, illustrant tragiquement un étudiant de l’Académie Nevermore qui remplace son cœur défaillant par un dispositif mécanique qui finit par le trahir. Tim Burton a conçu les marionnettes et supervisé la production pendant huit mois, mobilisant une dizaine de marionnettes et dix décors miniatures pour recréer l’esthétique artisanale de ses premières réalisations.

### Tournage

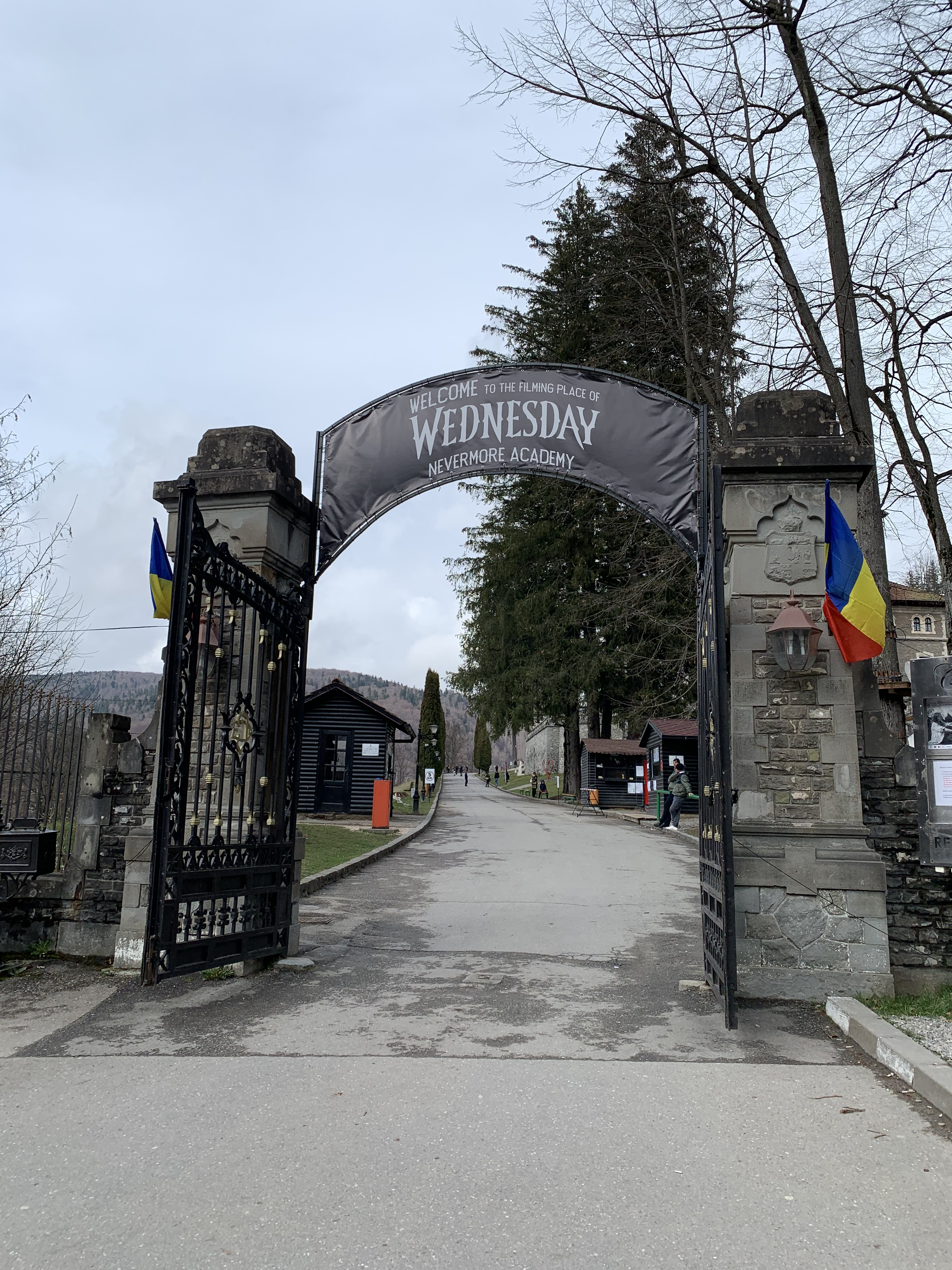
L'entrée du Château de Cantacuzino qui sert de décor pour la série.

Le tournage de la première saison débute le 13 septembre 2021 à Bucarest en Roumanie, puis prend place à Busteni au sein des Alpes de Transylvanie, et s'achève fin mars 2022,. Les lieux de tournage comprennent notamment le Château de Cantacuzino, utilisé comme décor pour la fictive Nevermore Academy, l'Université Politehnica de Bucarest, la gare de Sinaia, le Jardin botanique de Bucarest, ou encore le Manoir historique Olga Greceanu dans le Județ de Dâmbovița. Les plans extérieurs du Château de Cantacuzino ont été complétés par des effets spéciaux numériques. D'autres décors, y compris toute la ville de Jéricho, ont été construits aux studios Buftea. Pour créer les décors, le chef décorateur Mark Scruton s'est principalement basé sur les dessins originaux de Charles Addams et s'est aussi inspiré des précédentes réalisations de Burton, telles que Beetlejuice et Charlie et la Chocolaterie.
Pour Jenna Ortega, il s'avère éprouvant bien qu'elle déclare qu'il s'agit du « travail le plus gratifiant que j'aie jamais accompli ». Pour les scènes de danse, l'actrice s'inspire des clips vidéo de Siouxsie Sioux et elle chorégraphie elle-même la séquence de l'épisode 4 avec le morceau Goo Goo Muck de the Cramps. Elle reprend aussi des mouvements dansés par Lisa Loring qui incarnait Mercredi dans la série télévisée La Famille Addams des années 1960. Peu après la mise en ligne des épisodes, Jenna Ortega révèle qu'elle a tourné la scène alors qu'elle venait de contracter les premiers symptômes du Covid-19.
En novembre 2023, Netflix révèle que le tournage de la deuxième saison débute en avril de l'année suivante et qu'il aura lieu en Irlande. La production est officiellement annoncée le 7 mai 2024. Le tournage de la saison 2 a lieu de mai à début décembre 2024 en Irlande,. Des scènes ont été filmées au Château de Charleville (comté d’Offaly), au Cimetière Deans Grange (comté de Dublin) et aux studios Ashford (comté de Wicklow), selon l’organisme Tourism Ireland.

### Fiche technique
Sauf indication contraire, les informations mentionnées dans cette section peuvent être confirmées par la base de données cinématographiques IMDb,  présente dans la section « Liens externes ».
- Titre français : Mercredi
- Titre original : Wednesday
- Création : Alfred Gough et Miles Millar, d'après l'œuvre de Charles Addams
- Réalisation : Tim Burton (épisodes 1 à 4), Gandja Monteiro (épisodes 5 et 6), James Marshall (en) (épisodes 7 et 8)
- Musique : Danny Elfman et Chris Bacon
- Costumes : Colleen Atwood
- Photographie : David Lanzenberg et Stephan Pehrsson
- Casting : Fiona Weir, Florina Fernandes, Sophie Holland et John Papsidera
- Production : Carmen Pepelea
  - Coproduction : Nick Iannelli
  - Production associée : Natalie Testa
  - Production exécutive : Kayla Alpert, Gail Berman, Tim Burton, Jonathan Glickman, Alfred Gough, Tommy Harper, Kevin Lafferty, Miles Millar, Kevin Miserocchi, Andrew Mittman, Steve Stark
- Sociétés de production : Glickmania Media, Tee and Charles Addams Foundation, MGM Television
- Société de distribution : Netflix
- Pays de production :  États-Unis
- Langue originale : anglais
- Format : couleur - 16/9 - Dolby Digital
- Genre : comédie, crime, fantasy, mystère
- Nombre de saisons : 2
- Nombre d'épisodes : 16
- Date de première diffusion : 23 novembre 2022

## Promotion

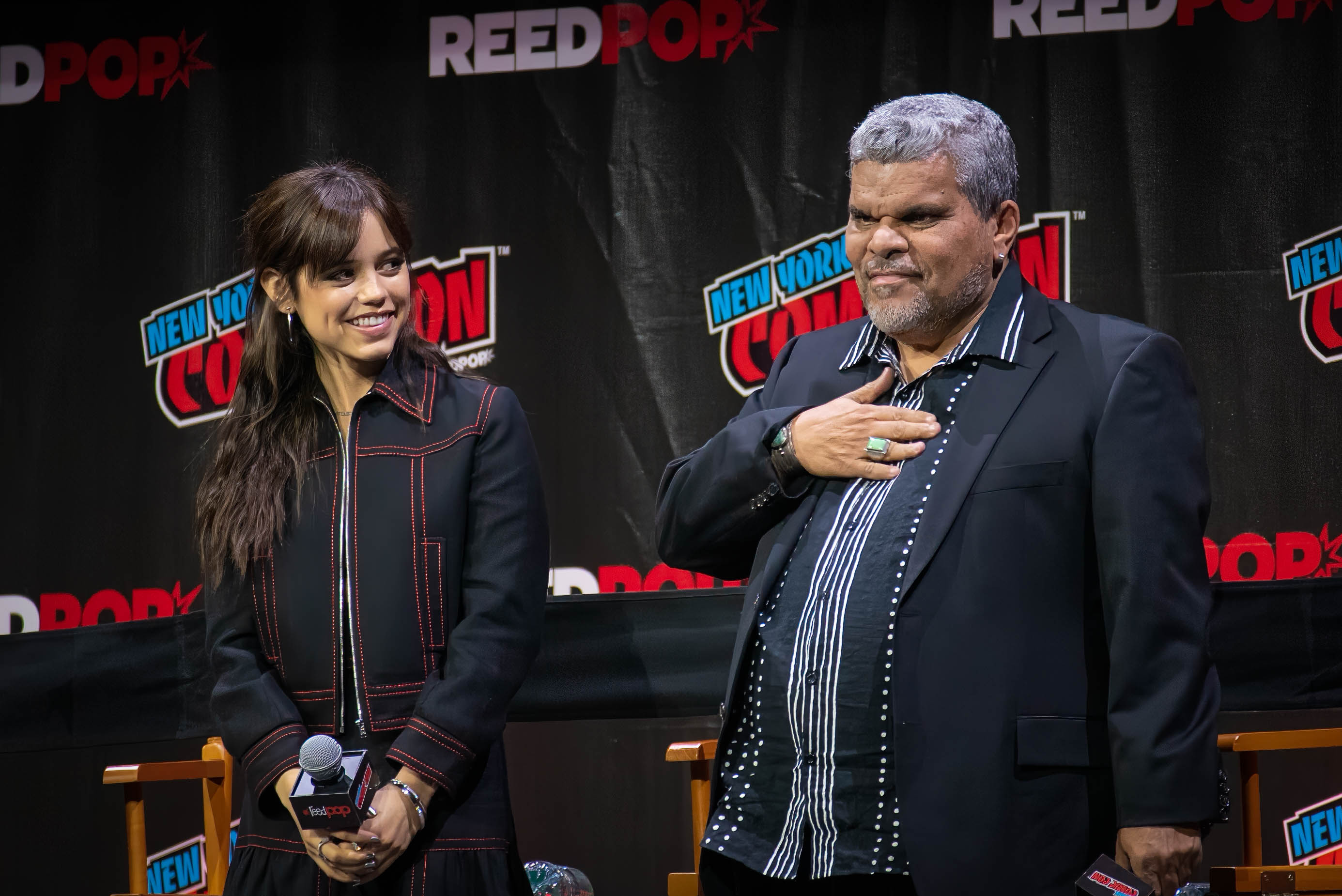
Jenna Ortega et Luis Guzmán au New York Comic Con en 2022.

Un premier teaser est mis en ligne par Netflix le 6 juin 2022. En août 2022, le magazine Vanity Fair dévoile des images exclusives de la série, qui permettent notamment d'avoir un premier aperçu de Catherine Zeta-Jones et Luis Guzmán dans le rôle des parents Addams. Le 17 août 2022, Netflix dévoile la première bande-annonce de la série. Le 8 octobre 2022, à l'occasion de la présentation de la série au New York Comic Con, une deuxième bande-annonce est mise en ligne.
Lors de la promotion, Alfred Gough et Miles Millar, créateurs de Mercredi, ont confié que « l'ambition pour cette série était de faire un film de Tim Burton de 8 heures » avant de préciser « ça ne ressemble pas à un remake ou un reboot ». Fin octobre 2022, en interview avec le Hollywood Reporter, ils indiquent que des discussions avec Netflix sont en cours au sujet de la création d'un univers étendu sur la Famille Addams, signifiant que d'autres séries dérivées pourraient voir le jour.
L'avant-première mondiale de la série a lieu à Los Angeles, en Californie, le 16 novembre 2022 au sein du Hollywood Legion Theater.
Le 23 avril 2025, Netflix met en ligne un premier teaser de la deuxième saison. Une deuxième bande-annonce est publiée par Netflix au début du mois de juillet 2025. L'avant-première mondiale de la saison 2 se tient à Londres le 30 juillet 2025 au sein du quartier de Westminster, en présence de toute l'équipe de la série.

## Épisodes
| Saisons | Saisons | Nombre d'épisodes | Diffusion originale | Diffusion originale |
| Saisons | Saisons | Nombre d'épisodes | Début de saison     | Fin de saison       |
| ------- | ------- | ----------------- | ------------------- | ------------------- |
|         | 1       | 8                 | 23 novembre 2022    | 23 novembre 2022    |
|         | 2       | 8                 | 6 août 2025         | 3 septembre 2025    |

### Première saison (2022)
1. Mercredi porte-malheur (Wednesday’s Child is Full of Woe)
2. Un malheur qui arrive toujours seul (Woe is the Loneliest Number)
3. Malheur à mes ennemis ? (Friend or Woe)
4. Le Bal des malheurs (Woe What A Night)
5. 30 ans de malheur (You Reap What You Woe)
6. Malheureux anniversaire (Quid Pro Woe)
7. Malheureusement vôtre (If You Don’t Woe By Now)
8. Oiseau de malheur (A Murder of Woes)

### Deuxième saison (2025)
1. Un malheureux nouveau départ (Here We Woe Again)
2. Un moindre malheur ? (The Devil You Woe)
3. Tous les malheurs sont dans la nature (Call of the Woe)
4. Un malheur fou (If These Woes Could Talk Again)

## Accueil critique et des téléspectateurs

### Audiences
Selon les données de TV Time recueillies par Whip Media, lors de la diffusion de son 1er épisode, Mercredi est la deuxième série originale de Netflix avec le plus grand nombre d'abonnés, juste derrière The Witcher.
Mercredi détient le record du meilleur démarrage de l'histoire pour une série anglophone de Netflix avec 341,2 millions d'heures de visionnage durant sa première semaine de diffusion, battant le précédent record détenu par la quatrième saison de Stranger Things. En deux semaines, elle totalise 752,52 millions d'heures visionnées, devenant ainsi « l'une des plus populaires de l'histoire de la plateforme ».
Un mois après sa sortie, elle comptabilise plus d'un milliard d'heures de visionnage, et devient de fait la deuxième série anglophone la plus vue de l'histoire de Netflix. Elle devient ensuite l’une des séries télévisées les plus regardées au monde, et également la troisième série la plus regardée sur Netflix derrière Stranger Things et Squid Game,.
Le 12 août 2025, le journal Variety rapporte que, après la sortie de la saison 2, celle-ci a enregistré 50 millions de vues au cours de ses cinq premiers jours de diffusion, un résultat proche de celui de la première saison diffusée en novembre 2022.

### Accueil critique
La série est globalement bien reçue par la critique lors de sa diffusion en novembre 2022. Sur le site d’agrégation de critiques Metacritic, la note moyenne obtenue pour la saison 1 est de 66/100 basée sur 26 critiques collectées. Sur le site Rotten Tomatoes, le taux d'approbation est de 71 %, basé sur 96 critiques. Le consensus du site indique « Mercredi n'est pas exactement porte-malheur pour les téléspectateurs, mais sans Jenna Ortega dans le rôle-titre, cette série dérivée de la famille Addams pourrait tout aussi bien n'être qu'une série dramatique signée CW ».
Pour la deuxième saison, Rotten Tomatoes donne un taux d’approbation de 83 %, sur la base de 81 critiques. Le consensus critique du site indique : « La deuxième saison de Mercredi s’ouvre intelligemment pour inclure davantage l’ensemble de la famille Addams, en soutenant l’adorable adolescente sans cœur qu'est Jenna Ortega, avec une distribution encore plus étrange et effrayante ». Sur Metacritic, la série obtient une note moyenne pondérée de 65 sur 100, basée sur 29 critiques, indiquant des avis « généralement favorables ».

### Imitations et fan art basés surMercredi

#### Informations générales
Après la première de la série Netflix Mercredi en 2022, Mercredi Addams a connu une renommée mondiale grâce à un pastiche viral. Ce pastiche synchronisait la danse emblématique de Mercredi (saison 1, épisode 4, à 33:00) avec le mix techno de Lady Gaga de Bloody Mary. Le succès de ce montage a inspiré des viewers du monde entier et déclenché une vague d’imitations et de créations de fans. Parmi les admirateurs de renom figurent Madonna et Lady Gaga elle-même.
Le phénomène de l’imitation s’est manifesté dans la littérature de fans, les projets DIY, les loisirs créatifs pour enfants, les mèmes visuels, la personnalisation automobile, les sports professionnels, la cuisine et le spectacle vivant.

#### Littérature, poupées, tuning, cuisine
Sur les grandes plateformes, plusieurs centaines de milliers de fanfictions centrées sur Mercredi Addams ont émergé en quelques mois. Une recherche de « Mercredi Addams » sur Wattpad renvoie 188 000 résultats, tandis que « Enid Sinclair » apparaît dans plus de 2 200 textes sur le même site.
Les auteurs de fanfiction transplantent les personnages dans de nouveaux univers et scénarios — parfois en se représentant eux-mêmes se transformant en Mercredi, ou en imaginant des rencontres avec elle,. D’autres récits associent Mercredi à des personnages issus d’autres films, notamment M3GAN,. Les couples romantiques « what-if » tels que « WenClair » (Mercredi avec Enid Sinclair) sont également très prisés.
Mercredi sert simplement d’inspiration pour un nouveau look maquillage, pour un projet de poupée personnalisée, ou pour des livres de cuisine,, tirant parti de l’esthétique culinaire lugubre développée dans l’univers de la Famille Addams depuis la série originale de 1964 jusqu’aux films de 2005. Mercredi inspire aussi des projets de tuning automobile fan art.
Même Netflix s’est appuyé sur le fan art : à New York, la plateforme a mis en scène une performance de « La Chose » avec une main animatronique qui surprenait les passants pour promouvoir la série.
La championne de patinage artistique Kamila Valieva a interprété Mercredi sur glace, et la créatrice YouTube Kamelia Melnic a dédié un numéro musical complet au personnage.

#### Chaînes vidéo et communautés inspirées parMercredi

##### Utilisation de l’intelligence artificielle
L’imitation de Mercredi est devenue un classique sur YouTube, Instagram et Facebook. Des bandes-annonces non officielles pour la saison 2 ont émergé — intégralement composées d’images générées par IA,,.
Les vidéos de fans consacrées à Mercredi peuvent cumuler des centaines de millions de vues auprès des enfants,,,.

##### Chaîne de sosies «the same Wednesday»
La chaîne YouTube du créateur de pastiches « fake_ortega », également connue sous le nom de « the same Wednesday », publie de courts sketchs visuels et humoristiques mettant en scène des sosies troublants d’acteurs célèbres — notamment Mercredi (ou Jenna Ortega elle-même). Les vidéos ont mis en scène des sosies d’Emma Myers (Enid Sinclair), Hunter Doohan (Tyler Galpin) et même de Xavier Dolan. La chaîne invite fréquemment d’autres sosies de célébrités — Margot Robbie, Leonardo DiCaprio, MrBeast (James Stephen), Bryan Cranston, Timothée Chalamet, Michael Keaton, etc.
Les épisodes reposent sur des prémisses simples — tours de magie, devinettes, battles de lip-sync, fausses scènes de torture, routines de danse,, comédie grand public ou révélations surprises. L’atout majeur de la chaîne est sa crédibilité visuelle : on pourrait croire qu’il s’agit des acteurs originaux.
Avec près de 10 millions d’abonnés, « fake_ortega » demeure unique dans le créneau des sosies et des hommages esthétiques à la série originale Mercredi.

## Distinctions

### Récompenses
- CDG Awards 2023 : meilleurs costumes pour une série télévisée contemporaine pour Colleen Atwood et Mark Sutherland
- Kids' Choice Awards 2023 :
  - série télévisée familiale préférée
  - actrice féminine préférée pour Jenna Ortega
- BFDG Awards 2023 : meilleurs décors pour une série dramatique pour Mark Scruton, Adrian Curelea, Rob Hepbrun et David Morison
- Critics Choice Super Awards 2023 :
  - meilleure série d'horreur, mini-série ou téléfilm
  - meilleure actrice dans une série d'horreur, une mini-série ou un téléfilm pour Jenna Ortega
- MTV Movie & TV Awards 2023 : meilleure performance dans une série télévisée pour Jenna Ortega
- OFTA Television Awards 2023 : meilleurs maquillages
- Astra TV Awards 2023 : meilleure actrice dans un second rôle dans une série comique de streaming pour Christina Ricci
- Astra Creative Arts TV Awards 2023 : meilleurs costumes de fantaisie ou de science-fiction
- Emmy Awards 2023 :
  - meilleurs costumes pour Colleen Atwood
  - meilleure musique de générique pour Danny Elfman
  - meilleurs maquillages pour Tara McDonald
  - meilleurs décors pour Mark Scruton, Adrian Curelea, Rob Hepbrun et David Morison
- Saturn Awards 2024 :
  - meilleure série télévisée fantastique
  - meilleure jeune actrice de télévision pour Jenna Ortega

### Nominations
- Hollywood Music in Media Awards 2022 : meilleure composition d'une série télévisée pour Danny Elfman
- SAG Awards 2023 : meilleure actrice dans une série comique pour Jenna Ortega
- AACTA Awards 2023 : meilleure série comique
- ADG Awards 2023 : meilleurs décors pour une série à caméra unique pour Mark Scruton
- DGA Awards 2023 : meilleure réalisation pour une série comique pour Tim Burton
- Golden Globes 2023 :
  - meilleure série musicale ou comique
  - meilleure actrice dans une série musicale ou comique pour Jenna Ortega
- Critics Choice Super Awards 2023 : meilleure actrice dans une série d'horreur, une mini-série ou un téléfilm pour Christina Ricci
- BAFTA TV Awards 2023 :
  - meilleure série télévisée internationale
  - meilleurs maquillages et coiffures pour Tara McDonald
- MTV Movie & TV Awards 2023 :
  - meilleure série télévisée
  - meilleur héros pour Jenna Ortega
  - meilleur duo pour Jenna Ortega et La Chose
- Gold Derby Awards 2023 : meilleure actrice dans un second rôle dans une série comique pour Gwendoline Christie
- OFTA Television Awards 2023 :
  - meilleure actrice dans une série comique pour Jenna Ortega
  - meilleure actrice dans un second rôle dans une série comique pour Emma Myers
  - meilleur acteur invité dans une série comique pour Fred Armisen
  - meilleure série comique
  - meilleure distribution pour une série comique
  - meilleure réalisation pour une série comique
  - meilleur scénario pour une série comique
  - meilleure photographie
  - meilleurs décors
  - meilleurs costumes
  - meilleurs effets visuels
  - meilleur générique
  - meilleure composition d'une série télévisée
- Astra TV Awards 2023 :
  - meilleure série comique de streaming
  - meilleure actrice dans une série comique de streaming pour Jenna Ortega
  - meilleure réalisation pour une série comique de streaming pour Tim Burton
  - meilleur scénario pour une série comique de streaming pour Alfred Gough et Miles Millar
- Astra Creative Arts TV Awards 2023 :
  - meilleure actrice invitée dans une série comique pour Catherine Zeta-Jones
  - meilleur générique
- Emmy Awards 2023 :
  - meilleure série comique
  - meilleure actrice dans une série comique pour Jenna Ortega
  - meilleure réalisation pour une série comique pour Tim Burton
- Saturn Awards 2024 :
  - meilleure artiste invitée pour Catherine Zeta-Jones
  - meilleure nouvelle série télévisée